# Лоуренс Г'ю Аллер
Ло́уренс Г'ю А́ллер (англ. Lawrence Hugh Aller; 24 вересня 1913, Такома — 16 березня 2003) — американський астроном, член Національної АН США (1962).

## Біографічні відомості
Народився в Такомі (штат Вашингтон). У 1936 році закінчив Каліфорнійський університет Берклі. Продовжував освіту в Гарвардському університеті. Упродовж 1939—1943 років викладав там, у 1943—1945 роках займався фізичними дослідженнями по Мангеттенському проєкту в Каліфорнійському університеті в Берклі, у 1945—1948 роках викладав астрономію в університеті штату Індіана, в 1948—1962 роках — професор астрономії Мічиганського університету, з 1962 року — Каліфорнійського університету в Лос-Анджелесі.
Основні наукові роботи присвячені теоретичним і спектроскопічним дослідженням атмосфер Сонця і зірок, газових туманностей, визначенню змісту хімічних елементів в космічних тілах.
Автор підручника «Астрофізика» (т. 1-2, 1954), монографії «Розповсюдженість хімічних елементів» (1961) та інших книг.